# Airbus Helicopters H175
Der Mehrzweckhubschrauber Airbus Helicopters H175 (früher Eurocopter EC175) ist eine Gemeinschaftsentwicklung der europäischen Unternehmensgruppe Airbus Helicopters (früher Eurocopter) und der chinesischen Harbin Aviation Industry Group, die chinesische Bezeichnung lautet HAI Z-15 bzw. AVIC Avicopter AC352. Der Hubschrauber wurde mit Blick auf das künftige Einsatzspektrum – in erster Linie Flüge über offene See – konstruiert und ist deshalb besonders auf die Anforderungen von Personentransporten der Öl- und Gasindustrie auf Ölplattformen sowie bei Such- und Rettungsflügen abgestimmt.

## Geschichte
Die Entwicklung startete offiziell im Dezember 2005 während eines Besuches des chinesischen Premierministers in Frankreich, wobei schon bei einem Besuch des französischen Präsidenten im Jahr 2004 entsprechende Übereinkünfte getroffen wurden. Die Konstruktion wurde Ende 2007 abgeschlossen und ein Modell Anfang 2008 öffentlich präsentiert. Bisher liegen 114 Bestellungen vor. Die erste der Rumpfstrukturen, die bei Harbin Aviation Industries in China hergestellt werden, wurde am 15. November 2008 fertiggestellt, die Endmontage findet bei Eurocopter in Frankreich statt.
Der Erstflug fand am 4. Dezember 2009 mit dem Kennzeichen F-WWPB statt, wobei die letzten beiden Buchstaben „PB“ für den Testpiloten Patrick Bremond stehen. Am 17. Dezember 2009 folgte im Eurocopter Werk in französischen Marignane die offizielle Premiere und der erste Flug vor Publikum. Die europäische EASA-Zulassung (nach CS-29) war für 2013 und die Auslieferung für Ende 2013 vorgesehen. Der 45-minütige Testflug eines zweiten Prototyps war am 18. Dezember 2010. Die erste EC175 (F-WMXB) der Serienausführung hatte ihren ersten Flug in der ersten Dezemberwoche 2012, während die Auslieferung an die ersten Kunden Ende 2013 erfolgte. Im März 2015 wurde die Bezeichnung von EC175 in die neue, konzernweit gültige Nummerierung H175 geändert.
Im Frühsommer 2019 kam es bei zwei Maschinen zu Rissbildungen an Heckausleger und Heckflügel. Airbus veröffentlichte eine Warnmeldung und reduzierte die zulässige Höchstgeschwindigkeit der Maschinen bis zur weiteren Klärung der Ursache.

## Technik
Das Modell ist in der 7-Tonnen Gewichtsklasse zwischen der AS365 Dauphin bzw. H155 und der AS332 / EC225 Super Puma angesiedelt.
Die H175 kann bei einer Bestuhlung mit fünf Sitzreihen bis zu 16 Passagiere aufnehmen. Sie wird von zwei Wellenturbinen Pratt & Whitney PT6C-67E mit vollautomatischer digitaler Triebwerkleistungssteuerung angetrieben. Sie besitzt einen fünfblättrigen Spheriflex-Hauptrotor und einen konventionellen dreiblättrigen Heckrotor. Als Höchstgeschwindigkeit werden etwa 280 km/h, als Reichweite ca. 750 km angegeben. Zu den vier Unterflurtanks mit insgesamt etwa 2000 Litern Fassungsvermögen können optional noch zwei 250-Liter-Zusatztanks installiert werden. Der Hubschrauber verfügt über ein von Eurocopter entwickeltes „Helionix“ Glascockpit mit vier 15 × 20 cm großen Bildschirmen und ein automatisches Vier-Achsen-Flugsteuerungssystem. Zur Sicherheit ist er mit aufblasbaren Schwimmkörpern ausgestattet, die ihn im Notfall bis zu einem Seegang von Stärke 6 schwimmfähig halten sollen. Zusätzlich können die acht großen Fenster im Notfall zur Evakuierung herausgesprengt werden und das Hauptgetriebe funktioniert selbst bei vollständigem Ölverlust noch mindestens 30 Minuten. Als weitere Besonderheit kann das linke Triebwerk entkuppelt und am Boden als Hilfstriebwerk (APU) genutzt werden.
Weitere Ausstattungsmerkmale beinhalten Rettungsinseln, ein Hubschrauber-Terrainhinweis- und Warnsystem (engl. HTAWS), ein Nutzungs- und Zustands-Überwachungssystem (engl. HUMS), eine Seilwinde für Frachtgüter und eine Hochleistungsklimaanlage.
| Kenngröße             | H175                          |
| --------------------- | ----------------------------- |
| Besatzung             | 2 (Crew) + 16–17 (Passagiere) |
| Gesamtlänge           | 18,06 m (bei Rotorlängen)     |
| Rumpflänge            | 15,68 m                       |
| Rumpfbreite           | 3,35 m                        |
| Rotordurchmesser      | 14,80 m                       |
| Höhe                  | 5,34 m                        |
| Leermasse             | 4603 kg                       |
| max. Startmasse       | 7500 kg                       |
| max. Nutzlast         | k. A.                         |
| Höchstgeschwindigkeit | 175 kn (324 km/h)             |
| Marschgeschwindigkeit | 149 kn (276 km/h)             |
| Dienstgipfelhöhe      | 15.000 ft (ca. 4.570 m)       |
| Steigrate             | k. A.                         |
| Reichweite            | 1.106 km (597 sm)             |
| Tankinhalt            | 2616 Liter                    |
| Triebwerk             | 2 × Pratt & Whitney PT6C-67E  |
| Wellenleistung        | 1227 kW (Dauerleistung)       |